# Années 980
Les années 980 couvrent la période de 980 à 989.

## Événements
- Augmentation brutale de la température de 1 à 1,5 °C pendant la décennie (optimum climatique médiéval)[1].

- Vers 979-980 : disparition du royaume d'Aksoum en Abyssinie, en proie aux attaques de la reine Gudit[2].
- Vers 980-995 : nouvelle vague de raids danois contre l’Angleterre[3].
- Vers 980-988 : fondation de l'abbaye de Saint-Sauveur de Lodève[4].
- 982-985 : les Vikings colonisent le Groenland. Eirikr Thorvaldsson (Erik le Rouge), accusé de meurtre et banni d’Islande, explore les côtes du Groenland (982). Désormais, les Vikings (ou Normands) y établissent des campements (985)[5] ; ils quittent les côtes du Groenland vers la fin du XIVe siècle. Les colons scandinaves du Groenland explorent assez largement le pays, développent des activités de chasse et de pêche et des relations commerciales actives avec la Norvège et le reste de l’Europe (dents de morse, fourrures). Erik le Rouge reçoit la visite de marchands scandinaves qu’il aide dans leur entreprise.
- 983  : révolte slave dans la Marche du Nord contre la christianisation et la domination allemande ; la Poméranie passe à la Pologne jusqu'en 1033[6].
- 983-986 : le jarl norvégien Håkon Sigurdsson du Trøndelag rompt l’alliance passée avec le roi du Danemark Harald Blaatand qui lui assurait le gouvernement des provinces du sud-ouest de la Norvège. Vers 984 ou 985, il vainc Harald et ses alliés Wendes à la bataille de Hjörungavágr (au sud de l’actuelle Ålesund)[7].
- Vers 985 : fondation de la dynastie des Seldjoukides[8].
- 987 :
  - au Mexique les Toltèques envahissent le Yucatán et s'installent à Chichén Itzá pendant le règne du roi de Tula, Topiltzin[9].
  - avènement des Capétiens en Francie occidentale[10].

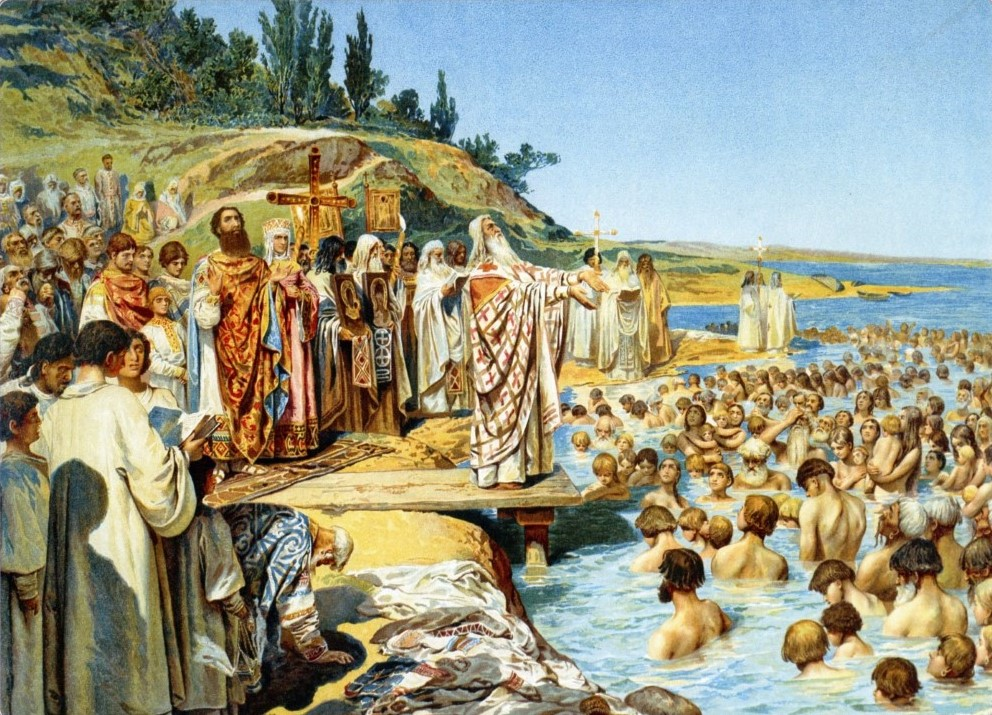
Le baptême des Kiéviens, toile de Klavdiy Vasilievich Lebedev

- 988[11]-989[12] : christianisation de la Rus' de Kiev. Vers 985, de retour de ses campagnes, Vladimir Ier fait élever des idoles sur les collines de Kiev et offre en sacrifice deux Varègues chrétiens au dieu Péroun[13]. Il cherche à solenniser le culte païen pour instituer une religion d’État. Selon « la chronique des temps passés », le panthéon des slaves se compose de sept divinités : Péroun (foudre), dieux des guerriers, Vélès (commerce), Khors (Soleil), Dajbog (moissons), Stribog (esprit, vent), Simargl (oiseau magique), Mokoch (fécondité). Finalement, peut-être après avoir examiné les différentes religions monothéistes, Vladimir accepte de se baptiser en 989, suivi par de nombreux Russes[12]. La conversion des Russes est un immense succès pour Byzance : la métropole de Kiev est soumise à Constantinople et ses titulaires sont très généralement grecs.

## Personnages significatifs

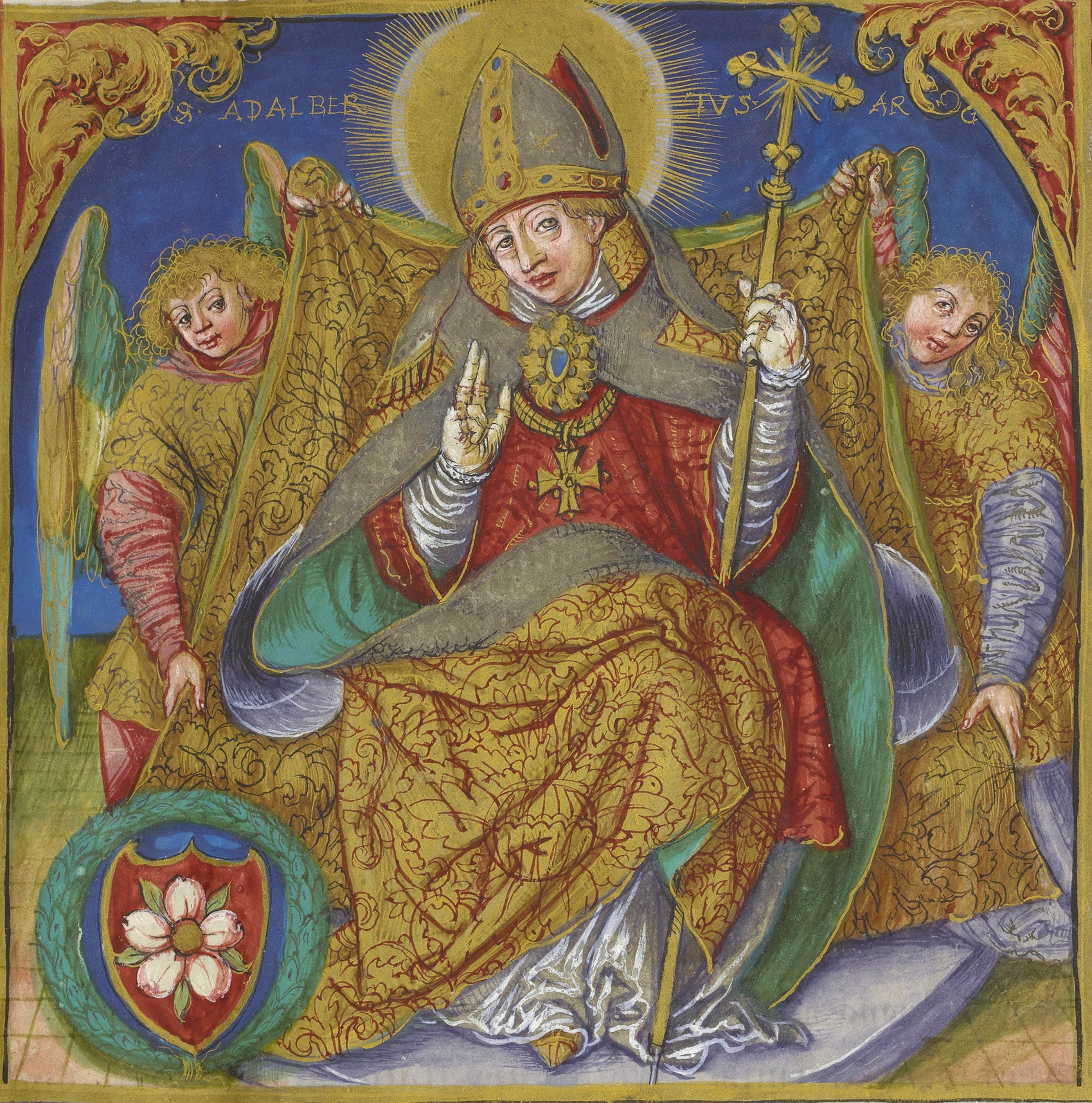
Adalbert de Prague

- Abbon de Fleury
- Almanzor
- Baudouin IV de Flandre
- Érik le Rouge
- Géza de Hongrie
- Hugues Capet
- Lothaire de France
- Louis V de France
- Otton II du Saint-Empire
- Otton III du Saint-Empire
- Rikdag
- Samuel Ier de Bulgarie
- Sven Ier de Danemark
- Vladimir Ier